# 쇼나 케인
쇼나 니콜 케인(영어: Shauna Nicole Kain)은 미국과 캐나다의 배우이다. 엑스맨 영화 시리즈의 사이린 역으로 출연했다.